# Carol O'Connell
Carol O'Connell född 1947 i New York, är en amerikansk författare och bildkonstnär.
O'Connell studerade vid California Institute of Arts och Arizona State University. Fram till sista halvåret av 1990-talet arbetade hon utan att uppnå någon kommersiell succé med sin bildkonst, samtidigt som hon tog tillfälligt arbete som korrekturläsare.
Hon debuterade år 1994 47 år gammal med Mallory's Oracle, den första i en serie av lättare absurdistiska kriminalromaner med NYPD-detektiven Kathleen Mallory i huvudrollen.  Författaren beskriver Mallory som en 178 cm lång sociopat med "perfekt" utseende och en uppväxt bland gatuprostituerade och i överkant excentriska poliser.